# Gare de Chapelle-Dieu
La gare de Chapelle-Dieu est une gare ferroviaire belge de la ligne 144, de Gembloux à Jemeppe-sur-Sambre, située dans la ville de Gembloux sur le territoire de la commune de Gembloux dans la province de Namur en région wallonne.
Mise en service en 1887 par les Chemins de fer de l'État belge, c'est une halte ferroviaire de la Société nationale des chemins de fer belges (SNCB) desservie par des trains d'Heure de pointe (P).

## Situation ferroviaire
Établie à 164 m d'altitude, la gare de Chapelle-Dieu est située au point kilométrique (PK) 1,700 de la ligne 144, de Gembloux à Jemeppe-sur-Sambre, entre les gares ouvertes de Gembloux et de Mazy.

## Histoire
Le point d'arrêt de Chapelle-Dieu est mis en service le 3 novembre 1887 par l'administration des chemins de fer de l'État belge sur la ligne de Gembloux à Jemeppe-sur-Sambre datant de 1877.
À une date inconnue, un bâtiment des recettes apparenté aux haltes de plan type 1893 est érigé. Dépourvu de corps de logis à étage et d'aile de service, il se compose d'un unique volume de quatre travées où se trouvait la salle des guichets et le service des bagages et colis. Il a depuis été démoli.
En 2016, la ligne 144 a été remise à une seule voie, l'un des quais étant dès lors désaffecté.

## Service des voyageurs

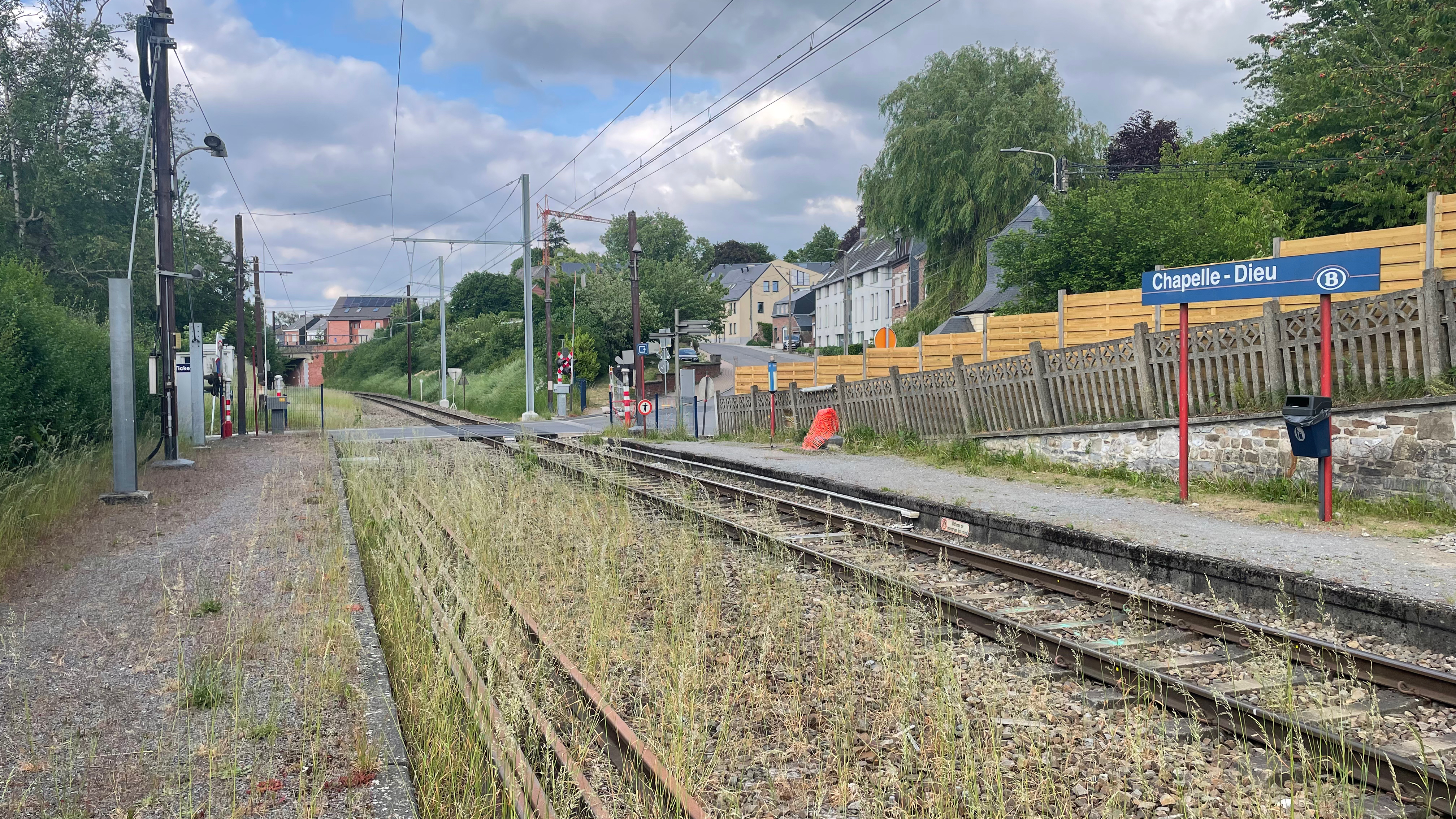
Le point d'arrêt en 2023.

### Accueil
Halte SNCB, c'est un point d'arrêt non géré (PANG) à accès libre.
La traversée des voies et le passage d'un quai à l'autre s'effectuent par le passage à niveau routier.

### Desserte
Chapelle-Dieu est une des rares gares belges à ne pas être desservie par une desserte cadencée. Elle n'accueille que huit trains par jour.
La gare est desservie, uniquement en semaine, par des trains d’heure de pointe (P) de la SNCB, qui effectuent des missions sur la ligne commerciale 144 (Gembloux - Jemeppe-sur-Sambre / Tamines).
Ces trains circulent uniquement le matin et l'après-midi.
- Le matin, on retrouve (dans chaque sens) un train Gembloux - Tamines et un train Gembloux - Jemeppe-sur-Sambre
- L'après-midi, la desserte est identique mais il n'y a qu'un seul train vers Tamines (et deux partant de Jemeppe-sur-Sambre)

### Intermodalité
Le stationnement des véhicules est difficile à proximité.

## Comptage voyageurs
Le graphique et le tableau montrent le nombre de passagers qui en moyenne embarquent durant la semaine, le samedi et le dimanche.
| Nombre de voyageurs qui embarquent à la gare de Chapelle-Dieu | Nombre de voyageurs qui embarquent à la gare de Chapelle-Dieu | Nombre de voyageurs qui embarquent à la gare de Chapelle-Dieu | Nombre de voyageurs qui embarquent à la gare de Chapelle-Dieu |
|                                                               | Semaine                                                       | Samedi                                                        | Dimanche                                                      |
| ------------------------------------------------------------- | ------------------------------------------------------------- | ------------------------------------------------------------- | ------------------------------------------------------------- |
| 1977                                                          | 344                                                           | 48                                                            | 20                                                            |
| 1978                                                          | 310                                                           | 58                                                            | 19                                                            |
| 1979                                                          | 294                                                           | 46                                                            | 32                                                            |
| 1980                                                          | 270                                                           | 44                                                            | 29                                                            |
| 1981                                                          | 339                                                           | 46                                                            | 18                                                            |
| 1982                                                          | 269                                                           | 26                                                            | -                                                             |
| 1983                                                          | 285                                                           | 25                                                            | -                                                             |
| 1984                                                          | 94                                                            | -                                                             | -                                                             |
| 1985                                                          | 81                                                            | -                                                             | -                                                             |
| 1986                                                          | 71                                                            | -                                                             | -                                                             |
| 1987                                                          | 109                                                           | -                                                             | -                                                             |
| 1988                                                          | 76                                                            | -                                                             | -                                                             |
| 1989                                                          | 73                                                            | -                                                             | -                                                             |
| 1990                                                          | 54                                                            | -                                                             | -                                                             |
| 1991                                                          | 105                                                           | -                                                             | -                                                             |
| 1992                                                          | 71                                                            | -                                                             | -                                                             |
| 1993                                                          | 57                                                            | -                                                             | -                                                             |
| 1994                                                          | 64                                                            | -                                                             | -                                                             |
| 1995                                                          | 47                                                            | -                                                             | -                                                             |
| 1996                                                          | 59                                                            | -                                                             | -                                                             |
| 1997                                                          | 60                                                            | -                                                             | -                                                             |
| 1998                                                          | 37                                                            | -                                                             | -                                                             |
| 1999                                                          | 26                                                            | -                                                             | -                                                             |
| 2000                                                          | 41                                                            | -                                                             | -                                                             |
| 2001                                                          | 48                                                            | -                                                             | -                                                             |
| 2002                                                          | 34                                                            | -                                                             | -                                                             |
| 2003                                                          | 39                                                            | -                                                             | -                                                             |
| 2004                                                          | 34                                                            | -                                                             | -                                                             |
| 2005                                                          | 41                                                            | -                                                             | -                                                             |
| 2006                                                          | 33                                                            | -                                                             | -                                                             |
| 2007                                                          | 28                                                            | -                                                             | -                                                             |
| 2008                                                          | -                                                             | -                                                             | -                                                             |
| 2009                                                          | 35                                                            | -                                                             | -                                                             |
| 2010                                                          | -                                                             | -                                                             | -                                                             |
| 2011                                                          | -                                                             | -                                                             | -                                                             |
| 2012                                                          | 34                                                            | -                                                             | -                                                             |
| 2013                                                          | 67                                                            | -                                                             | -                                                             |
| 2014                                                          | 33                                                            | -                                                             | -                                                             |
| 2015                                                          | 50                                                            | -                                                             | -                                                             |
| 2016                                                          | 28                                                            | -                                                             | -                                                             |
| 2017                                                          | 32                                                            | -                                                             | -                                                             |
| 2018                                                          | 26                                                            | -                                                             | -                                                             |
| 2019                                                          | 47                                                            | -                                                             | -                                                             |
| 2020                                                          | 35                                                            | -                                                             | -                                                             |
| 2021                                                          | -                                                             | -                                                             | -                                                             |
| 2022                                                          | 43                                                            | -                                                             | -                                                             |
| 2023                                                          | 91                                                            | -                                                             | -                                                             |
| 2024                                                          | 75                                                            | -                                                             | -                                                             |